# Rogoziński Most
Pour les articles homonymes, voir Rogozinski.
Rogoziński Most est un village de Pologne, situé dans la gmina de Czarna Białostocka, dans le Powiat de Białystok, dans la voïvodie de Podlachie.

## Source
- (en) Cet article est partiellement ou en totalité issu de l’article de Wikipédia en anglais intitulé « Rogoziński Most » (voir la liste des auteurs).